# Матри, Алессандро
Алессандро Матри (итал. Alessandro Matri; 19 августа 1984, Сант-Анджело-Лодиджано, Италия) — итальянский футболист, нападающий.

## Карьера
Алессандро Матри начал карьеру в школе клуба «Фантулла 1874», откуда в 1996 году он перешёл в «Милан». Там футболист 6 лет играл за молодёжный состав. 24 мая 2003 года Матри дебютировал в основном составе команды на 71-й минуте матча серии A с клубом «Пьяченца», в котором «россонери» проиграли 4:2. После этого, футболист провёл ещё два сезона, выступая за Примаверу миланцев. Затем Матри выступал на правах аренды за клубы «Прато», «Лумедзане» и «Римини», где играл с другим игроком «Милана», Дигао.
Летом 2007 года Матри перешёл в «Кальяри», выкупившее половину прав на игрока за 2,3 млн евро. Сандро дебютировал в составе команды в гостевом матче с «Наполи», в котором «Кальяри» победила 1:0. Первый мяч он забил в ворота «Пармы», а всего забил 6 голов в 34 играх. Несмотря на большое количество проведённых игр, руководство команды, больше доверяло в атаке Роберту Аквафреске и Жеде, а Матри регулярно выходил на поле со скамьи запасных. В сезоне 2008/09 футболист провёл 31 матч, но только в 11 из них он выходил на поле в стартовом составе.
С уходом Аквафрески, Матри стал игроком основы команды. В сезоне 2009/10 он забил 13 голов, став лучшим бомбардиром клуба, из которых 7 мячей он забил подряд, что равно рекорду Луиджи Ривы. При этом, Матри не только забивал мячи, но и часто ассистировал партнёрам по атаке. По окончании сезона заинтересованность в Алессандро выразили другие клубы Италии, в частности «Ювентус» и «Фиорентина», но руководство команды не желало ухода Матри, несмотря на предложение в 14 млн евро.
Во втором туре сезона 2010/11 Матри забил 2 гола в ворота «Ромы», а его клуб крупно обыграл соперника со счётом 5:1.
Зимой 2011 года Матри заинтересовался туринский «Ювентус». 31 января, в последний день трансферного окна, Матри был арендован туринским клубом за сумму в 2,5 млн евро.Свой дебютный матч за «старую синьору» в Серии A он провёл в 23 туре против Палермо и был заменен на 66 минуте на Хорхе Мартинеса. В следующем матче против своего бывшего клуба, «Кальяри», Матри сделал «дубль», принеся победу своей команде со счётом 3:1; при этом футболист принял решение не праздновать забитые в игре мячи.
22 июня 2011 года «Ювентус» объявил о том, что с игроком заключен четырёхлетний контракт, а его трансфер выкуплен у «Кальяри». Сумма сделки составила 15,5 млн евро, выплачиваемых в течение трёх лет. 2 апреля 2012 года контракт был продлён до 30 июня 2017 года.
29 августа 2013 года Алессандро перешёл в «Милан» за 11 млн евро, зарплата будет составляла 2.6 млн евро в год.
В январе 2014 года Матри был арендован клубом «Фиорентина».
Позже летом был арендован «Дженоа» и забил за них 7 голов в 16 матчах. В феврале 2015 перешёл в «Ювентус» до конца сезона на правах аренды. В 2016 году Матри перешёл в «Сассуоло».

## Достижения
«Милан»
- Чемпион Италии: 2003/04
- Обладатель Кубка Италии: 2002/03
- Победитель Лиги чемпионов: 2002/03
- Обладатель Суперкубка УЕФА : 2003

«Ювентус»
- Чемпион Италии (3): 2011/12, 2012/13, 2014/15
- Обладатель Кубка Италии: 2014/15
- Обладатель Суперкубка Италии (2): 2012, 2013